# Omar Cook
Omar-Sharif Cook (Brooklyn, 28 januari 1982) is een Amerikaans-Montenegrijns voormalig basketballer en huidig basketbalcoach.

## Carrière

### Amerika
Cook speelde een seizoen collegebasketbal in het seizoen 2000/01 voor de St. John's Red Storm. Hij werd als 32e gekozen in de NBA draft van dat jaar door de Orlando Magic. Hij werd dezelfde dag nog geruild naar de Denver Nuggets voor een draftkeuze. Hij tekende begin oktober 2001 bij de Denver Nuggets en nam deel aan het trainingskamp. Eind oktober 2001 werd zijn contract door de Denver Nuggets ontbonden samen met dat van Cedric Ceballos en Menk Batere. Hij tekende eind november 2001 bij de Dallas Mavericks maar werd direct op de lijst met geblesseerd geplaatst. Een maand later werd zijn contract alweer ontbonden.
Begin januari 2002 tekende hij een contract bij de Fayetteville Patriots. Hij werd in maart 2002 verkozen tot All-NBA D-League Second Team. In april 2002 tekende hij bij de Boston Celtics. In de zomer van 2002 speelde hij voor de Celtics in de Shaw's Pro Summer League. Na de Summer League werd zijn contract ontbonden ten voordele van J.R. Bremer. In september 2002 tekende hij bij de Orlando Magic maar begin oktober 2002 werd zijn contract alweer ontbonden. Hij keerde daarop terug naar de Fayetteville Patriots.
In de zomer van 2003 speelde hij voor de Phoenix Suns in de Summer League. Hij tekende daarop voor de Indiana Pacers en was deel van hun trainingskamp. Eind oktober 2003 werd zijn contract ontbonden. Hij keerde hierna opnieuw terug naar de Fayetteville Patriots. Begin februari 2004 tekende hij een tien dagen contract bij de Portland Trail Blazers. Hij tekende na het verlopen van dat contract nogmaals een tien dagen contract bij de Trail Blazers. Nadien tekende hij bij hen een contract voor de rest van het seizoen. Eind maart 2004 werd hij op de lijst met geblesseerde geplaatst en vervangen door Desmond Ferguson. Aan het einde van het seizoen werd zijn contract niet verlengd.
In de zomer van 2004 speelde voor de Charlotte Bobcats in de NBA Summer League.  Hij tekende begin augustus 2004 een contract bij de Bobcats. Eind oktober werd zijn contract ontbonden. Hij keerde daarop opnieuw terug naar de Fayetteville Patriots. Begin april 2005 tekende hij een tiendagencontract bij de Toronto Raptors als vervanger van de geblesseerde Donyell Marshall. Hierna werd zijn contract verlengd tot het einde van het seizoen waarna hij een vrije speler werd, hij speelde nog wel in de NBA Summer League voor de Raptors. Hij werd in juli 2005 werd hij in de All-American Professional Basketball League draft gekozen door de Lincoln Generals.

### Europa
Hij tekende daarna bij de Chicago Bulls maar begin oktober 2005 werd zijn contract ontbonden. Hij tekende in oktober 2005 nog voor de Belgische eersteklasser Union Mons-Hainaut. Hij won met Mons de Beker van België. Hij speelde in de zomer van 2006 nog voor de New Orleans Hornets in de NBA Summer League. Hij tekende voor het seizoen 2006/07 bij het Russische CSK VVS Samara. In april 2007 ging hij spelen voor het Franse SIG Strasbourg. Voor het seizoen 2007/08 tekende hij bij de Servische eersteklasser KK Crvena zvezda.
In 2008 tekende hij in de Spaanse eerste klasse bij CB Málaga waar hij twee seizoenen speelde. Hij bleef voor het seizoen 2010/11 in de Spaanse competitie en tekende bij reeksgenoot Valencia BC waar hij een seizoen speelde. Vanaf 2011 speelde hij voor de Italiaanse eersteklasser Olimpia Milano. In december 2012 tekende hij bij de Spaanse eersteklasser Saski Baskonia waar hij de rest van het seizoen speelde. In 2013 maakte hij de overstap naar de Litouwse eersteklasser BC Rytas Vilnius. Hij speelde de volgende twee seizoenen voor het Montenegrijnse KK Budućnost Podgorica waarmee hij tweemaal landskampioen werd en tweemaal de beker won.
Van 2016 tot 2019 speelde hij drie seizoenen voor de Spaande eersteklasser CB Estudiantes. In 2019 ging hij spelen voor CB Gran Canaria maar bleef in de Spaanse competitie. In 2020 maakte hij de overstap naar CB San Pablo Burgos. Hij speelde nog een laatste seizoen voor Basket Zaragoza.

### Coach
In 2022 werd hij assistent-coach bij de Cleveland Charge. Na een seizoen werd hij assistent-coach bij de Cleveland Cavaliers.

## Erelijst
- All-NBA D-League Second Team: 2002, 2004, 2005
- Belgisch bekerwinnaar: 2006
- EuroCup Challenge: 2007
- Montenegrijns landskampioen: 2015, 2016
- Montenegrijns bekerwinnaar: 2015, 2016
- FIBA Champions League: 2020, 2021

## Statistieken

### Regulier seizoen
| Seizoen  | Team                   | WG | WS | MPW  | 2P%  | 3P% | FW%  | RPW | APW | SPW | BPW | PPW |
| -------- | ---------------------- | -- | -- | ---- | ---- | --- | ---- | --- | --- | --- | --- | --- |
| 2003/04  | Portland Trail Blazers | 17 | 0  | 8,2  | 25,9 | 0,0 | 0,0  | 0,4 | 1,4 | 0,6 | 0,0 | 0,8 |
| 2004/05  | Toronto Raptors        | 5  | 0  | 14,8 | 41,7 | 0,0 | 50,0 | 1,4 | 4,4 | 1,2 | 0,2 | 4,6 |
| Carrière | Carrière               | 22 | 0  | 9,7  | 33,3 | 0,0 | 50,0 | 0,6 | 2,1 | 0,7 | 0,0 | 1,7 |